# ریچونه
ریچونه (به ایتالیایی: Riccione) یک کومونه در ایتالیا است که در استان ریمینی واقع شده‌است.

## خصوصیات
ریچونه ۱۷٫۱۱ کیلومترمربع مساحت و ۳۴٬۸۶۸ نفر جمعیت دارد و ۱۲ متر بالاتر از سطح دریا واقع شده‌است.